# 銮威集瓦他干
銮威集瓦他干少將（1898年8月11日—1962年3月31日），舊譯朗葦吉懷根，中文名金良，泰國政治家、歷史學家、小說家、劇作家。他是暹羅改名為泰國這一事件的推動者。
銮威集瓦他干積極投身政治，参与叻塔尼永运动，並推動泰國的現代化。他是泰民族意識形成的重要人物。在二戰前夕，鑾披汶·頌堪首相發起叻塔尼永运动，推動泰國的民族主義，他這一運動的是總理論家。